# Savaş Polat
Savaş Polat (* 14. April 1997 in Bulanık) ist ein türkischer Fußballspieler.

## Karriere

### Verein
Polat kam in Bulanık auf die Welt und begann 2010 in der Nachwuchsabteilung von Güzeltepe Gençlikspor mit dem Vereinsfußball. Nach einem Jahr wechselte er in die Jugend von Fenerbahçe Istanbul. Zur Saison 2015/16 erhielt er von Fenerbahçe einen Profivertrag und wurde neben seinen Tätigkeiten in der Reservemannschaft auch im Profikader berücksichtigt. So gab er sein Profidebüt in der Pokalbegegnung vom 2. Dezember 2012 gegen Kayserispor.
Im Sommer 2017 wechselte Polat innerhalb der Süper Lig zu Konyaspor. Für die Rückrunde der Saison 2017/18 wurde er an den Viertligisten Anadolu Selçukspor, dem Zweitverein Konyaspor, und für die Saison 2018/19 an den Zweitligisten Giresunspor ausgeliehen. Im Sommer 2018 wurde er an den Istanbuler Zweitligisten Ümraniyespor und für die Rückrunde der Saison 2019/20 an den Zweitligisten Adanaspor verliehen.

### Nationalmannschaft
Polat startete seine Nationalmannschaftskarriere im 2012 mit einem Einsatz für die türkische U-16-Nationalmannschaft.